# Charlie Bell (football)
Pour les articles homonymes, voir Charlie Bell et Bell.
Charles Oliver Bell (né le 18 mai 1894 à Dumfries, mort le 5 juin 1939 à Bournemouth), surnommé Charlie Bell, était un footballeur anglais et un entraîneur de football.

## Biographie
En tant qu'attaquant, il évolue successivement sous les couleurs de Carlisle City, de Woolwich Arsenal, de Chesterfield, de Barrow et des Queens Park Rangers.
Après avoir entraîné le Sporting Clube de Portugal, il devient manager de Wigan Borough. Il quitte l'Angleterre pour  l'Italie, où il entraîne Padova de 1927 à 1928. Il revient ensuite au Sporting Clube de Portugal en 1928. En 1932, il est le premier entraîneur de l'Olympique de Marseille de l'ère professionnelle, avec l'apparition du championnat de France de football. Il a aussi entraîné l'OGC Nice.
Il retourne en Angleterre en 1935, où il est à la tête de l'équipe de Mansfield Town puis de Bournemouth pendant trois ans. Il décède peu après, à l'âge de 45 ans.